# العصر الباليوجيني
الباليوجيني (باللاتينية: Paleogene)، وهو أول العصور الثلاثة لحقبة الحياة الحديثة، امتد من 66 إلى 23.04 مليون سنة مضت، لمدة 42.96 مليون سنة تقريبا. يسبقه الطباشيري من حقبة الحياة الوسطى، ويليه النيوجيني. كان يطلق عليه اسم العصر الثالث السفلي أو المبكر (باللاتينية: Early or Lower Tertiary) لكن هذه التسمية قديمة، فقد كان العصر الثالث يغطي الفترة الزمنية التي يغطيها الآن عصري الباليوجيني والنيوجيني، لكنه غير معترف به كمصطلح طبقي رسمي. أبرز ما في هذا العصر هو تطور وتنوع الثدييات الصغيرة نسبيا وذات الأشكال البسيطة إلى مجموعة كبيرة من الحيوانات المختلفة أعقاب حدث انقراض العصر الطباشيري-الباليوجيني والذي أنهى العصر الطباشيري السابق. يتألف هذا العصر من الفترات (أنساق) التالية: الباليوسيني، والإيوسيني، والأوليغوسيني. حددت نهاية فترة الباليوسيني (55.5/54.8 مليون سنة مضت) بالحد الأقصى للحرارة البالوسينية - الإيوسينية، وهي أحد أهم فترات التغير الحراري العالمي خلال حقبة الحياة الحديثة، والتي حدث فيها اضطرابات لدوران المحيطات والغلاف الجوي، مما أدت إلى انقراض العديد من المنخربات القاعية في أعماق البحار وعلى اليابسة، وهو ما كان له تأثير رئيسي على الثدييات.
كما تميز الباليوجيني بالفترة الانتقالية في تاريخ الأرض. أكثر تغير مناخي كان برودة المناطق القطبية. وعالميا، تشكلت السلاسل الجبلية الحالية في أمريكا الشمالية (سييرا نيفادا وجبال روكي)، وفي أوروبا (الألب، والسلاسل الأيبيرية، والبيتيك، والبرانس وجبال الكانتابري). في أمريكا الجنوبية، حدث اندساس الأنديز الذي أدى إلى تشكل جبال الأنديز. الرواسب التي سجلت هذه الأحداث وغيرها من أحداث حقبة الحياة الحديثة غالبا غير متماسكة، ماعدا الكربونات وبعض الفتات السليسي المتصلد.يطلق مصطلح «نظام الباليوجيني» على الصخور المترسبة خلال «فترة الباليوجيني».

## التسمية
يعود مصطلح «الباليوجيني» (Paleogene) إلى اليونانية (παλαιός = "palaiós" = «قديم» + γένος - "génos" = «مولود»).

## الأقسام الفرعية
التقسيمات الفرعية لعصر الباليوجيني من الأحدث إلى الأقدم هي:
| العصر       | الفترة       | المرحلة    | أهم الأحداث | البداية (م.س.مضت) |
| ----------- | ------------ | ---------- | --- | ----------------- |
| النيوجيني   | الميوسيني    | الأكويتاني | أحدث | أحدث              |
| الباليوجيني | الأوليغوسيني | الخاتي     | - أحداث جيولوجية: انتشار الجليد في القطب الجنوبي. - أحداث حيوية : انقراض الانقلاب الكبير. تطور وتنوع سريع للحيوانات، خاصة الثدييات (على سبيل المثال، أول كنغريات الشكل والفقمة). تطور كبير وانتشار الأنواع الحديثة من كاسيات البذور. انقراض السيمولستانات والمياسويدات واللقمانيات. ظهور الحيتان الحديثة المائية. | 27.3              |
| الباليوجيني | الأوليغوسيني | الروبيلي   | - أحداث جيولوجية: انتشار الجليد في القطب الجنوبي. - أحداث حيوية : انقراض الانقلاب الكبير. تطور وتنوع سريع للحيوانات، خاصة الثدييات (على سبيل المثال، أول كنغريات الشكل والفقمة). تطور كبير وانتشار الأنواع الحديثة من كاسيات البذور. انقراض السيمولستانات والمياسويدات واللقمانيات. ظهور الحيتان الحديثة المائية. | 33.9              |
| الباليوجيني | الإيوسيني    | البريابوني | - أحداث جيولوجية: اصبح المناخ معتدلا مائلا للبرودة. عودة تجلد القارة القطبية الجنوبية وتشكيل الغطاء الجليدي؛ نهاية تكون جبال لاراميد و تكون جبال السيفارية [الإنجليزية] لجبال روكي في أمريكا الشمالية. بداية تكون الجبال الهيلينية في اليونان وبحر إيجة كذلك. - أحداث حيوية : إزدهار الثدييات القديمة (مثل: المفترسات، والمياسويدات، واللقمانيات.. الخ) واستمرت في التطور خلال هذا العصر. ظهور فصائل عديد من الثدييات "الحديثة". تنوعت الحيتان البدائية والأبقار البحرية بعد عودتها إلى الماء. استمرت الطيور في التنوع. ظهور طحالب الكلب، وثنائيات الأسنان الأمامية، والدببة، والسَعدان. انقرضت اللانابيات والليبتيدان بنهاية العصر. | 37.71             |
| الباليوجيني | الإيوسيني    | البارتوني  | - أحداث جيولوجية: اصبح المناخ معتدلا مائلا للبرودة. عودة تجلد القارة القطبية الجنوبية وتشكيل الغطاء الجليدي؛ نهاية تكون جبال لاراميد و تكون جبال السيفارية [الإنجليزية] لجبال روكي في أمريكا الشمالية. بداية تكون الجبال الهيلينية في اليونان وبحر إيجة كذلك. - أحداث حيوية : إزدهار الثدييات القديمة (مثل: المفترسات، والمياسويدات، واللقمانيات.. الخ) واستمرت في التطور خلال هذا العصر. ظهور فصائل عديد من الثدييات "الحديثة". تنوعت الحيتان البدائية والأبقار البحرية بعد عودتها إلى الماء. استمرت الطيور في التنوع. ظهور طحالب الكلب، وثنائيات الأسنان الأمامية، والدببة، والسَعدان. انقرضت اللانابيات والليبتيدان بنهاية العصر. | 41.03             |
| الباليوجيني | الإيوسيني    | اللوتيتي   | - أحداث جيولوجية: اصبح المناخ معتدلا مائلا للبرودة. عودة تجلد القارة القطبية الجنوبية وتشكيل الغطاء الجليدي؛ نهاية تكون جبال لاراميد و تكون جبال السيفارية [الإنجليزية] لجبال روكي في أمريكا الشمالية. بداية تكون الجبال الهيلينية في اليونان وبحر إيجة كذلك. - أحداث حيوية : إزدهار الثدييات القديمة (مثل: المفترسات، والمياسويدات، واللقمانيات.. الخ) واستمرت في التطور خلال هذا العصر. ظهور فصائل عديد من الثدييات "الحديثة". تنوعت الحيتان البدائية والأبقار البحرية بعد عودتها إلى الماء. استمرت الطيور في التنوع. ظهور طحالب الكلب، وثنائيات الأسنان الأمامية، والدببة، والسَعدان. انقرضت اللانابيات والليبتيدان بنهاية العصر. | 48.07             |
| الباليوجيني | الإيوسيني    | الأبريسيني | - أحداث جيولوجية: حدثان عابران للاحتباس الحراري (الحد الأقصى للحرارة البالوسينية - الإيوسينية والحرارة القصوى الثانية للأيوسيني) ودفء المناخ حتى بلوغ المناخ الأيوسيني الأمثل. تسبب حدث أزولا في انخفاض مستويات ثاني أكسيد الكربون من 3,500 إلى 650 جزء في المليون، مسببا فترة طويلة من البرودة. تصطدم شبه القارة الهندية مع أوراسيا وبداية تكون جبال الهيمالايا (مما يسمح بالتبادل الحيوي) بينما تنفصل أوراسيا تمامًا عن أمريكا الشمالية، مما يخلق المحيط الأطلسي الشمالي. تنحرف جنوب شرق آسيا البحري عن بقية أوراسيا. - أحداث حيوية : ظهور العصفوريات، المجترات، البنغول، الخفافيش والرئيسيات الحقيقية. | 56                |
| الباليوجيني | الباليوسيني  | الثانتي    | - أحداث جيولوجية: أصبح المناخ استوائي. بدء تكون جبال الألب في أوروبا وآسيا. - أحداث حيوية : بدأ مع اصطدام تشيكشولوب المسبب لانقراض العصر الطباشيري الباليوجيني الذي أدى إلى انقراض جميع الديناصورات الغير طائرة والتيروصورات، ومعظم الزواحف البحرية، والعديد من الفقاريات الأخرى (مثل البعد وحشيات اللوراسية)، ومعظم رأسيات الأرجل (نجا فقط النَّواتِيّ والغمديات) والعديد من اللافقاريات الأخرى. تنوعت الثدييات والطيور بسرعة إلى عدد من السلالات بعد حدث الانقراض (بينما توقفا الثورة البحرية). ظهور وانتشار العديد من اللانابيات والقوارض. ظهور أولى الطيور الكبيرة (مثل طيور الرواكض وطيور الرعب) والثدييات (يصل حجمها إلى حجم الدب أو فرس نهر صغير). ظهور الخرطوميات وشبيهات أدبيات الشكل (الرئيسيات الجذعية). هجرة بعض الجرابيات إلى أستراليا. | 59.24             |
| الباليوجيني | الباليوسيني  | السيلاندي  | - أحداث جيولوجية: أصبح المناخ استوائي. بدء تكون جبال الألب في أوروبا وآسيا. - أحداث حيوية : بدأ مع اصطدام تشيكشولوب المسبب لانقراض العصر الطباشيري الباليوجيني الذي أدى إلى انقراض جميع الديناصورات الغير طائرة والتيروصورات، ومعظم الزواحف البحرية، والعديد من الفقاريات الأخرى (مثل البعد وحشيات اللوراسية)، ومعظم رأسيات الأرجل (نجا فقط النَّواتِيّ والغمديات) والعديد من اللافقاريات الأخرى. تنوعت الثدييات والطيور بسرعة إلى عدد من السلالات بعد حدث الانقراض (بينما توقفا الثورة البحرية). ظهور وانتشار العديد من اللانابيات والقوارض. ظهور أولى الطيور الكبيرة (مثل طيور الرواكض وطيور الرعب) والثدييات (يصل حجمها إلى حجم الدب أو فرس نهر صغير). ظهور الخرطوميات وشبيهات أدبيات الشكل (الرئيسيات الجذعية). هجرة بعض الجرابيات إلى أستراليا. | 61.66             |
| الباليوجيني | الباليوسيني  | الداني     | - أحداث جيولوجية: أصبح المناخ استوائي. بدء تكون جبال الألب في أوروبا وآسيا. - أحداث حيوية : بدأ مع اصطدام تشيكشولوب المسبب لانقراض العصر الطباشيري الباليوجيني الذي أدى إلى انقراض جميع الديناصورات الغير طائرة والتيروصورات، ومعظم الزواحف البحرية، والعديد من الفقاريات الأخرى (مثل البعد وحشيات اللوراسية)، ومعظم رأسيات الأرجل (نجا فقط النَّواتِيّ والغمديات) والعديد من اللافقاريات الأخرى. تنوعت الثدييات والطيور بسرعة إلى عدد من السلالات بعد حدث الانقراض (بينما توقفا الثورة البحرية). ظهور وانتشار العديد من اللانابيات والقوارض. ظهور أولى الطيور الكبيرة (مثل طيور الرواكض وطيور الرعب) والثدييات (يصل حجمها إلى حجم الدب أو فرس نهر صغير). ظهور الخرطوميات وشبيهات أدبيات الشكل (الرئيسيات الجذعية). هجرة بعض الجرابيات إلى أستراليا. | 66                |
| الطباشيري   | المتأخر      | الماسترخي  | أقدم | أقدم              |

## المناخ
انصرف المناخ العالمي خلال الباليوجيني عن الظروف المناخية الحارة والرطبة التي كانت في أواخر حقبة الحياة الوسطى، واصبح يتجه نحو البرودة والجفاف، رغم تخلله بشكل دوري بفترات دافئة كمرحلة الحرارة القصوى للباليوسيني-أيوسين، إلا أن هذا الاتجاه استمر في السير قدماً حتى بدأت الحرارة في الارتفاع مرة أخرى بسبب نهاية الفترة الجليديةالأخيرة من العصر الجليدي الحالي. ويعود سبب هذا الاتجاه بشكل جزئي إلى تكون تيارات القطب الجنوبي، الذي أدى بدوره إلى انخفاض كبير في درجة حرارة مياه المحيط. وقد أشارت دراسة أجريت في عام 2018 حول درجة حرارة الهواء السنوية، فوق اليابسة وعند خطوط العرض الوسطى، خلال العصر الباليوجيني القديم (قبل حوالي 56-48 مليون سنة)، وكانت متوسطها يتراوح ما بين 23°-29° درجة مئوية (± 4.7° درجة مئوية)، وهي أعلى من معظم التقديرات السابقة بما مقداره 5°-10° درجة مئوية. ولو قارناها هذا بمتوسط الحرارة السنوي الحالي في تلك المناطق، فإن ذلك التقدير يعتبر أعلى بمقدار 10° إلى 15° درجة مئوية؛ يقترح باحثوا تلك الدراسة أنه إذا استمر ارتفاع مستويات ثاني أكسيد الكربون الحالية في الغلاف الجوي، فإنه من المحتمل أن ينشأ عنه ارتفاع مماثل في درجات الحرارة.

### الباليوسيني
كان الطقس دافئا، ورطب جدا ومنتظم بدون تباين بين خط الاستواء والقطبين. امتدت الغابة المطيرة والاستوائية إلى خطوط عرض أعلى بكثير مما هي عليه اليوم. وقد وصلت الغابات الشبه لاستوائية إلى المناطق القطبية، وتحولت إلى غابات عريضة الأوراق ونفضية غير معروفة اليوم، تتكيف خلال المواسم مع الليل الدائم أو النهار المستمرة.

### الإيوسيني
بدأ مناخ الكرة الأرضية يزداد دفئا ووصلت النباتات الاستوائية إلى المناطق الداخلية من دوائر القطب الشمالي والقطب الجنوبي. وقد أدى هذا إلى تنوع الثدييات أكبر بكثير مما هي عليه في الباليوسيني. اجتاح العالم فترة باردة وجافة في نهاية الإيوسيني، وعاد الصقيع الشتوية للظهور في خطوط العرض العليا. واقتصرت النباتات الاستوائية فقط على خط الاستواء، والتي بالقرب إلى القطبين تطورت إلى نوع جديد من المساحات الخضراء والغابة الاستوائية المختلطة، كالتي تغطي كندا وشمال أوروبا اليوم.

### الأوليغوسيني
في أواخر الأوليغوسيني، خلال مليون سنة فقط، كان هناك انخفاض حاد في درجات الحرارة السنوية. زادت برودة المحيطات جزئيا بسبب تيارات القطب الجنوبي وأصبح الطقس أكثر برودة وموسمي. وكان لذلك تأثير سلبي على الثدييات الأكثر بدائية التي تكيفت مع المناخ الدافئ. في أوائل الأوليغوسيني، اختفت الغابات ذات الأوراق العريضة والنفضية في القطبين وجميع أنحاء آسيا وأمريكا الشمالية وأوروبا، في خطوط العرض العليا، تكون خليط من الغابات الصنوبرية والغابات النفضية المعتدلة.

## الجيولوجيا
خلال الباليوجيني، كانت المرحلة الثالثة والأخيرة من تفكك القارة العظمى بانجيا التي بدأت في بداية العصر الطباشيري. استمرت القارات بالانجراف إلى مواقعها التي هي عليها الآن. انفصلت أمريكا الشمالية وجرينلاند عن أوراسيا، وانفتح البحر النرويجي قبل حوالي 60-55 مليون سنة. واستمر المحيطين الهندي والأطلسي بالتوسع، مما أدى إلى إغلاق بحر تيثس.
قبل أكثر من 40 مليون سنة، انفصلت الهند عن أفريقيا وهي في مسار تصادم مع شرق آسيا. وبدأت الهند بالاصطدام مع آسيا منذ حوالي 55 مليون سنة، أدى إلى تكون جبال الهيمالايا (بين 52 و 48 مليون سنة مضت)، وأخيرًا إغلاق الطرف الشرقي من ممر تيثس البحري. وفي نفس الوقت، بدأت الصفيحة الأفريقية في تغيير اتجاهها من الغرب إلى الشمال الغربي باتجاه أوروبا لتشكل حوض البحر الأبيض المتوسط، وتشكلت جبال الألب عندما اصطدمت كل من أفريقيا والهند وصفيحة سيميريا الصغيرة مجتمعة بقارة أوراسيا. انفصلت أستراليا عن القارة القطبية الجنوبية متجهة جنوب شرق آسيا، وبدأت أستراليا والهند بالتحرك شمالا بمعدل 5-6 سم كل سنة، ظلت القارة القطبية الجنوبية قريبة جدًا من القطب الجنوبي أو عنده وذلك منذ تشكل بانجيا (قبل 280 مليون سنة). بينما كانت أمريكا الجنوبية تقترب أكثر نحو أمريكا الشمالية (واللتان سترتبطان فيما بعد خلال برزخ بنما). وخلال بداية هذا العصر تراجعت البحار الداخلية عن أمريكا الشمالية.
كانت الحركة المتقاربة بين الصفائح التكتونية قد بدأت خلال العصر الطباشيري السفلي، لكن المراحل العظيمة لتشكل الجبال قد بدأت من العصر الباليوسيني حتى العصر الإيوسيني. وقد شكلت من الغرب إلى الشرق كل من: جبال الأطلس، والبرانس، والألب، والألب الدينارية، وبيندوس، والبلقان، وجبال طوروس، والقوقاز، وجبال ألبرز، وزاغروس، وهندوكوش، وبامير، وقراقرم وهيمالايا. ولا يزال هذا التصادم مستمرا في الوقت الحاضر.
في هذه الأثناء، بدأت أمريكا الجنوبية بالتحرك شمالا بعيدا عن القارة القطبية الجنوبية، أنفتح ممر دريك خلال حدود الإيوسيني-الأوليغوسيني وسمحت لأول مرة بتدوير المحيط بأكمله حول القارة القطبية الجنوبية. تسببت تيارات القطب الجنوبي في البرودة السريعة بسبب منع تدفق المياه الدافئة إلى القارة القطبية الجنوبية والسماح بتكوين الأنهار الجليدية في قارة كانت مغطاة بالغابات سابقا. انتهى الباليوجيني بنوبة ثانية في تشكل جبال الألب-الهيمالايا، مع تشكل السلاسل الساحلية لجبال روكي، ومنطقة الكاريبي وبعض مناطق أمريكا الوسطى.

### صناعة النفط
يتميز الباليوجيني بأهمية معتبرة في عمليات التنقيب البحرية عن النفط، وخاصة في التنقيب في خليج المكسيك، حيث يشار إليه عادة باسم «العصر الثالث السفلى». تمثل هذه المتكونات الصخرية طليعة الاكتشافات النفطية الحالية في المياه العميقة.
تميل التكوينات الصخرية للثلاثي السفلى التي تواجه صناعة النفط في خليج المكسيك عادة إلى أن تكون درجات حرارة عالية وخزانات ضغط عالية نسبيا، وغالبا ما تكون ذات محتوى رملي مرتفع (+70%) أو تحت طبقات الرواسب التبخرية السميكة جدًا.

## النباتات
لم يحدث إي تغير جذري في خصائص النباتات الأرضية واستمر التشعب الكبير لكاسيات البذور وخلال فترة الأوليغوسيني وصلت إلى مستوى مماثل لما هي عليه في الوقت الحالي. وخلال هذا العصر، تطورت الغابات المتساقطة فوق البيئات الشبه استوائية في المناطق الجبلية. وفي الباليوجيني ظهرت الورود الأولى والمروج الأولى. أدت البرودة الواضحة في العصر الأوليغوسيني إلى تحول هائل في الأزهار ونشأت العديد من النباتات الحديثة خلال ذاك الوقت. بدأت الأعشاب والحشائش مثل عشبة الشيح في الظهور على حساب النباتات الاستوائية، التي بدأت في الانحسار. وأخذت الغابات الصنوبرية في النمو في المناطق الجبلية. استمر اتجاه التبريد هذا في التقدم، مع وجود تقلبات كبرى، حتى نهاية عصر البلايستوسين.

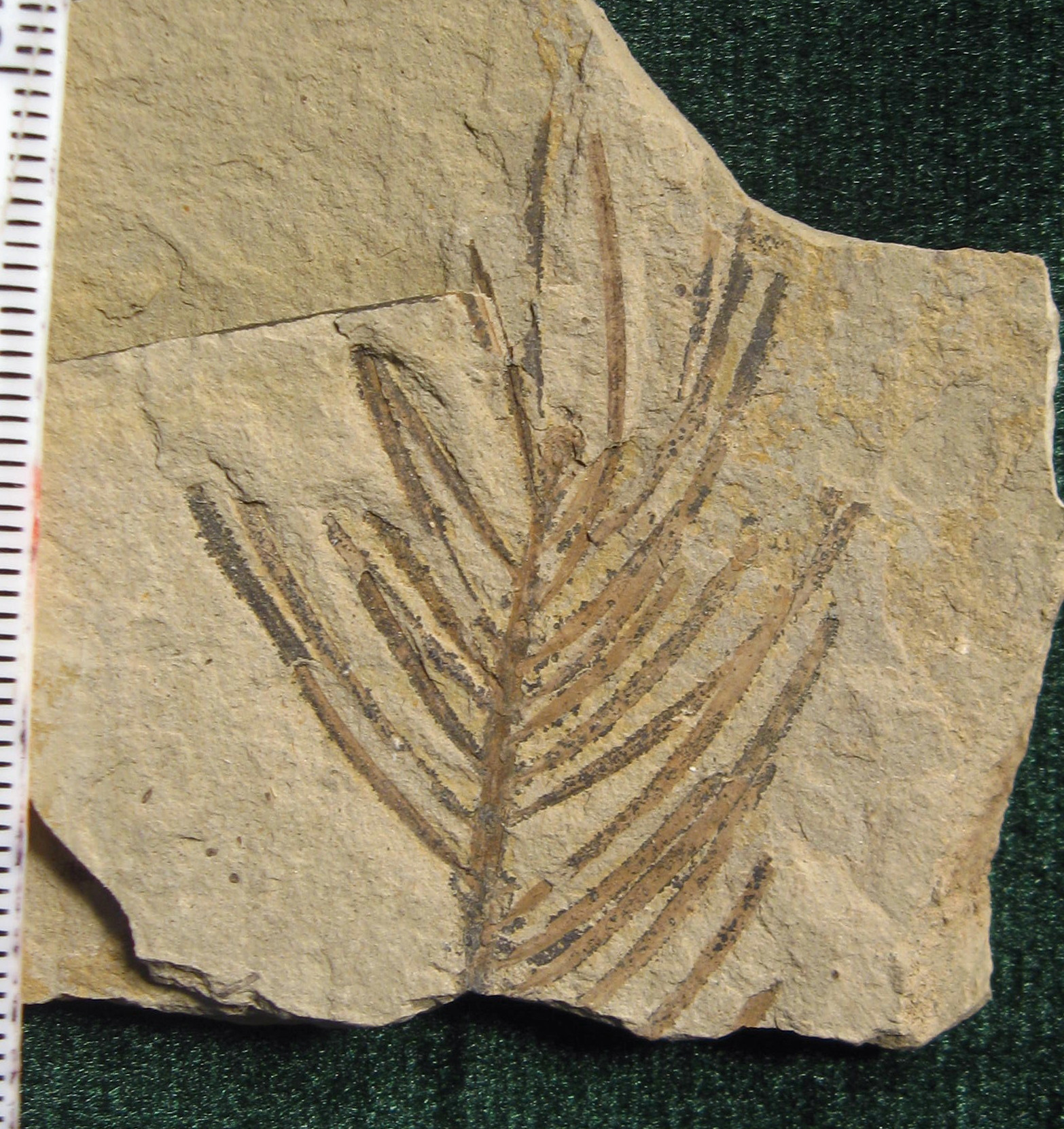
شوح ميلر (شوح من الإيوسيني)
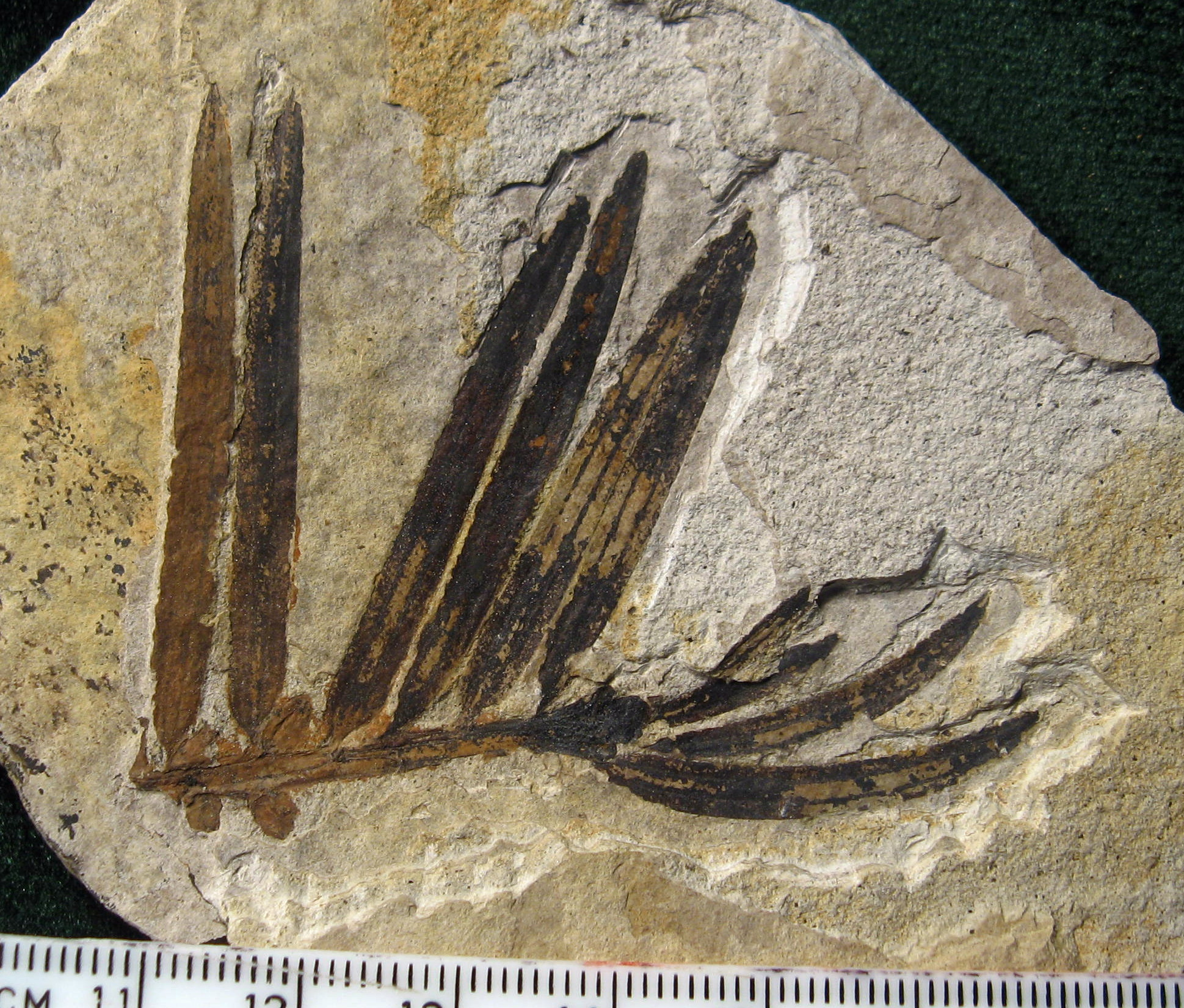
أمينتوتاكسس [الإنجليزية] (صنوبريات من الإيوسيني)
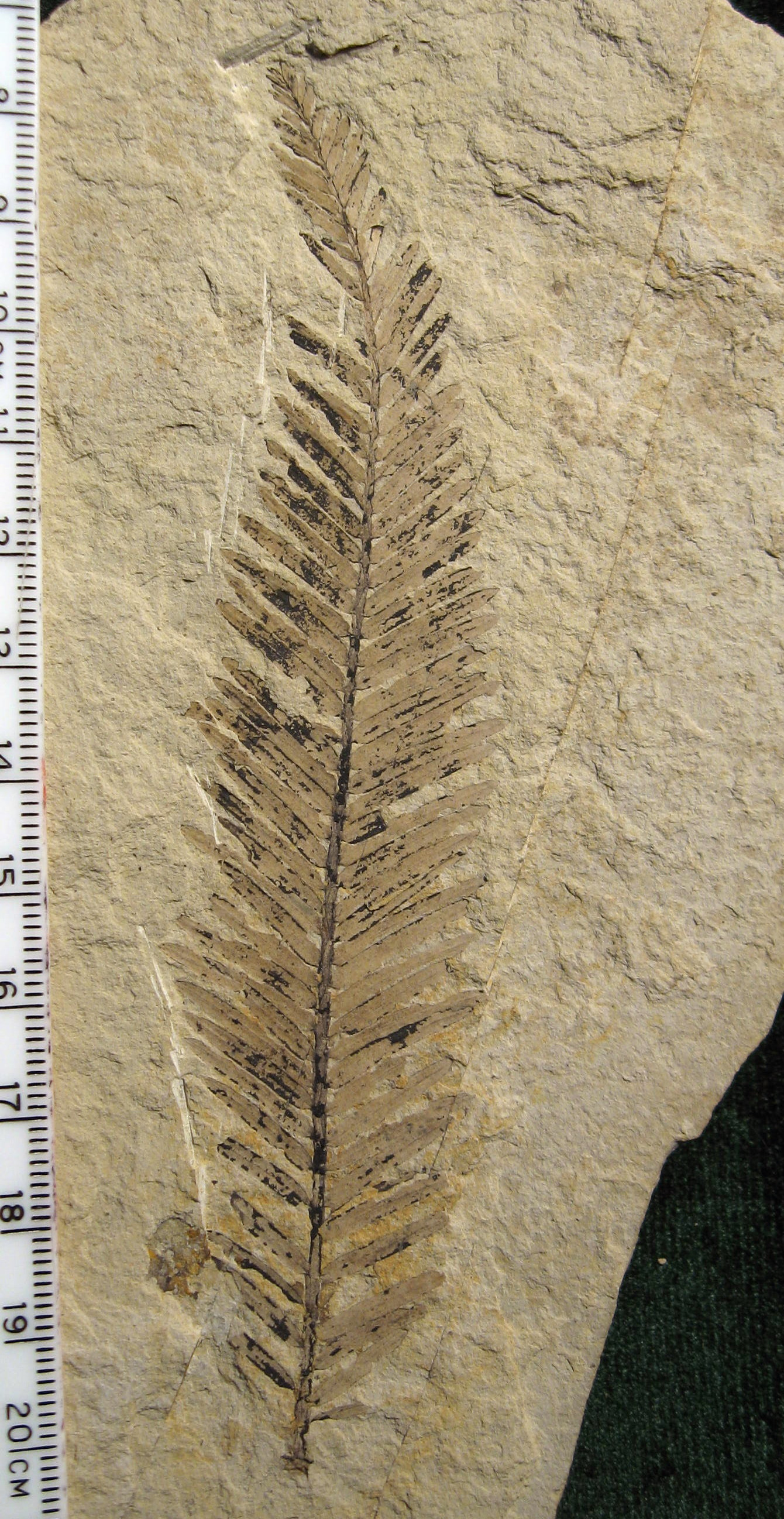
سيكويا الفجر (صنوبريات من الإيوسيني)
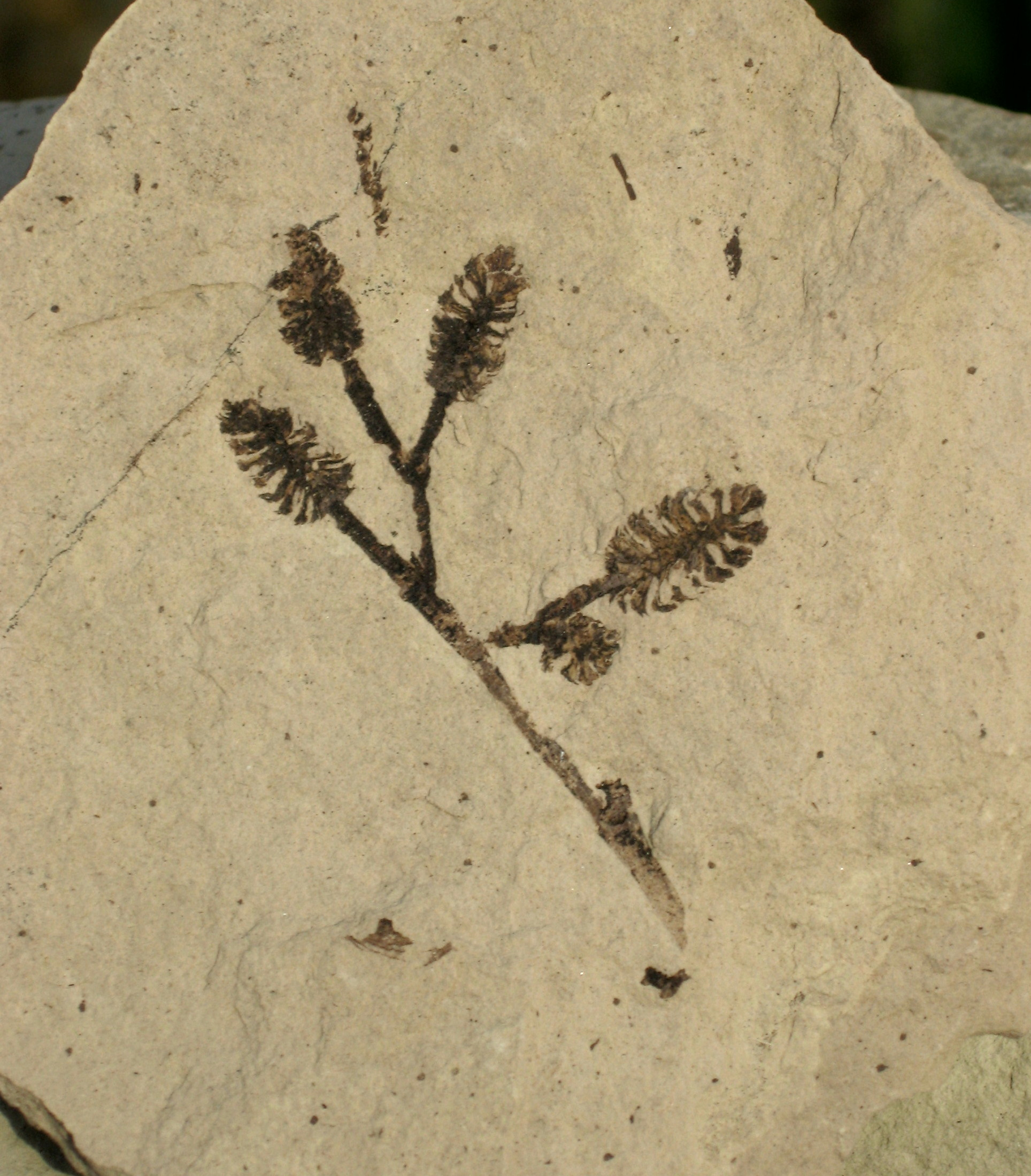
قضبان (زانيات من الإيوسيني)
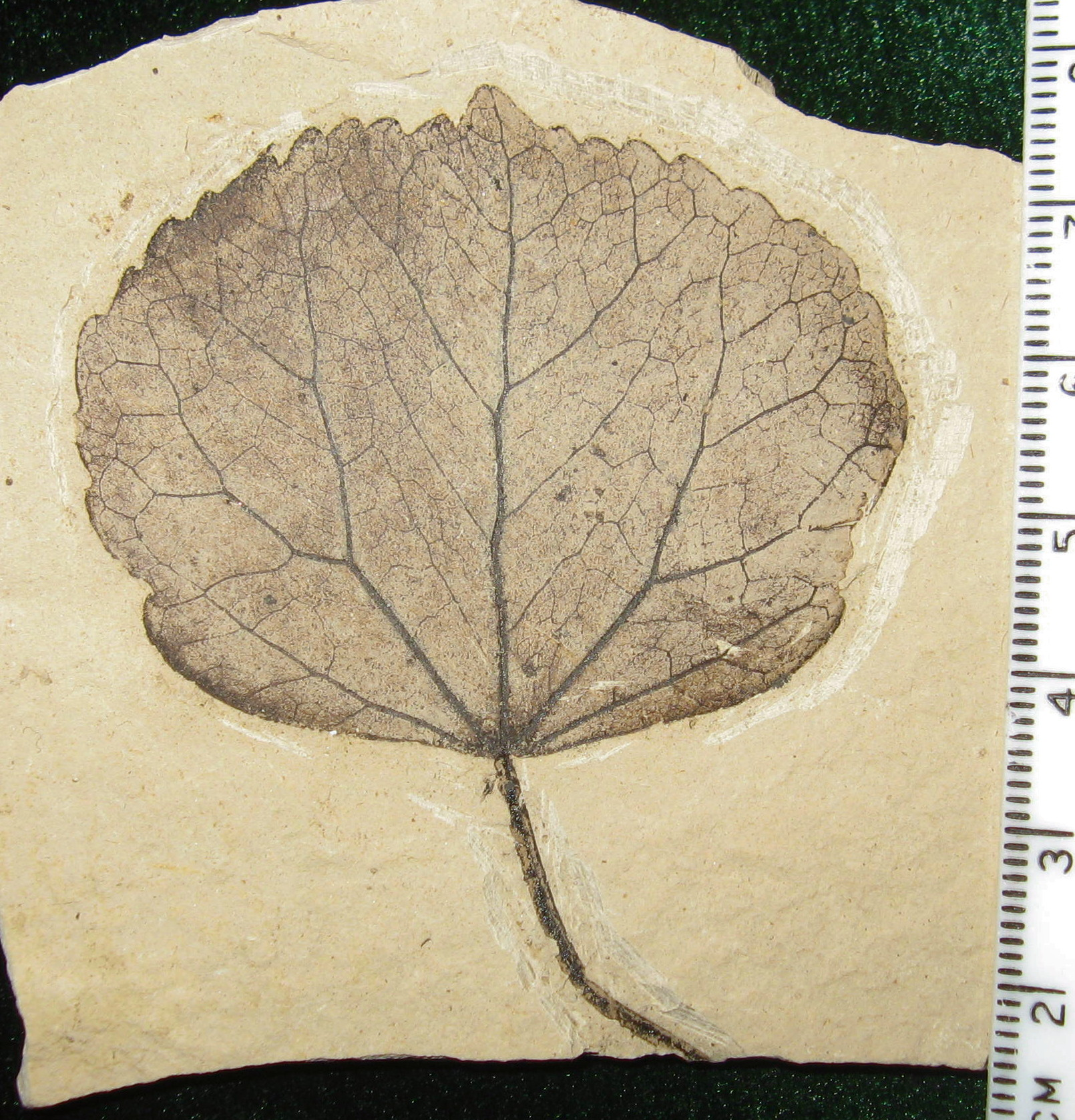
كاتسورا [الإنجليزية] (كاسريات الحجر من الإيوسيني)
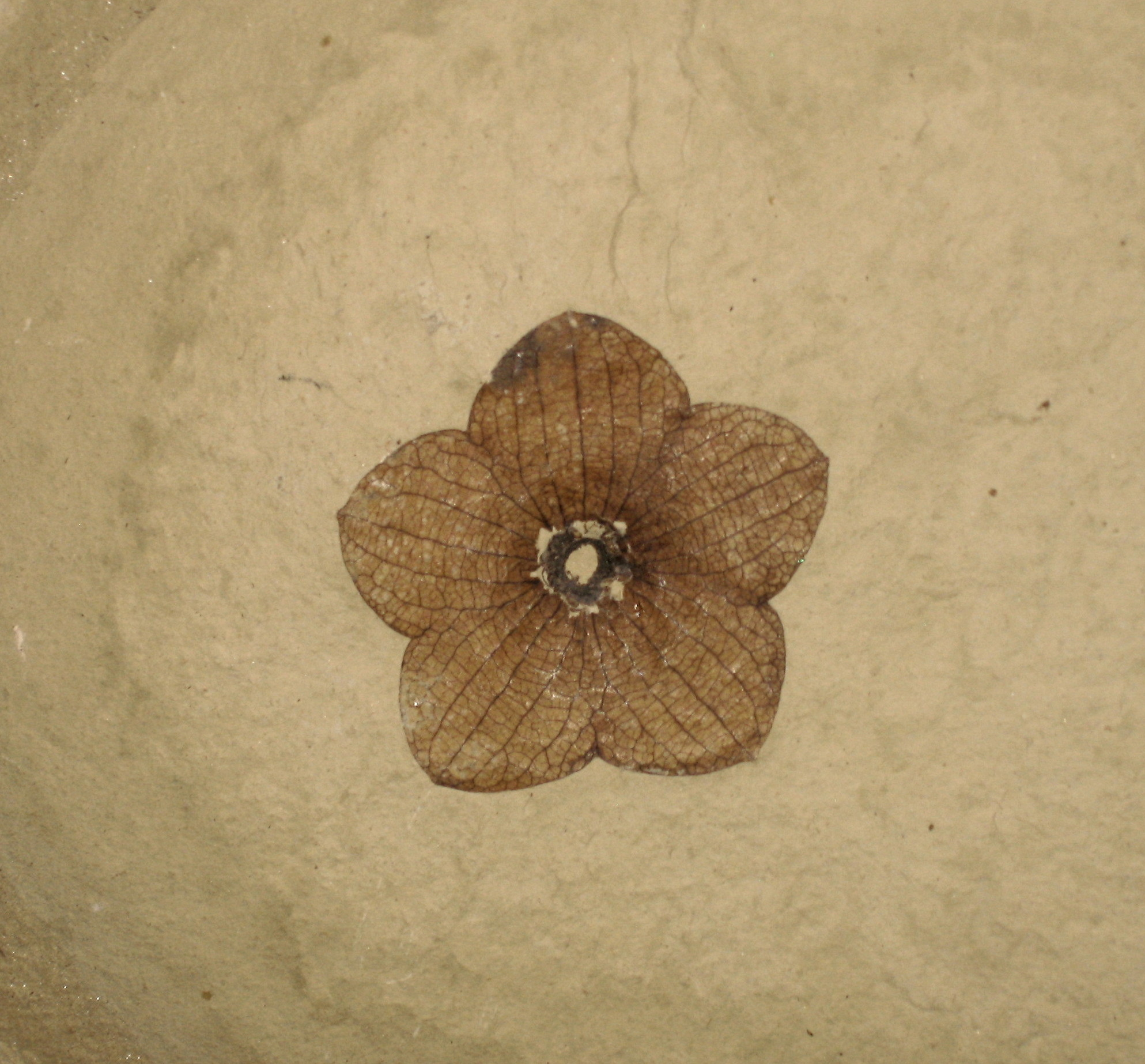
فلوريسنتيا [الإنجليزية] (خبازيات من الإيوسيني)
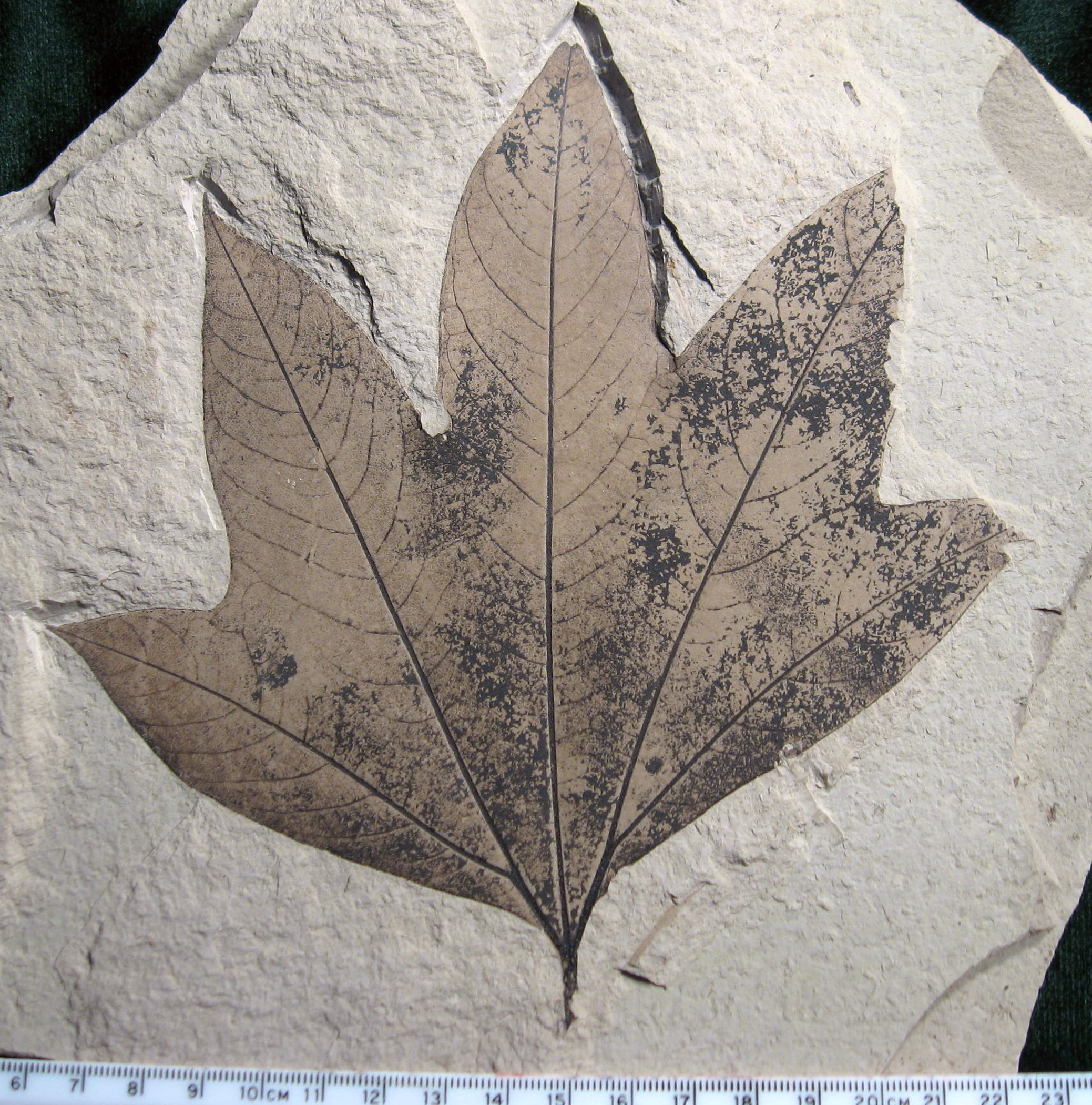
ماغنيتيا غارسيليس [الإنجليزية] (بروطيات من الإيوسيني)

أهم حدث تطوري خلال الباليوجيني كان في أصول النباتات العشبية. ومن المثير للاهتمام أيضا تلقيح الرياح وقدرتها على التكاثر بطريقة غير جنسية عن طريق البراعم. عُثر على أدلة لهذا التحول الزهري في سجلات أحفورية باستخدام علم الطلع.

## الحيوانات
خلال هذه الفترة بدأت الثدييات بالتنوع السريع، وشهدت تغيراً في أحجامها وأشكالها العامة لا سيمات بعد حادثة انقراض العصر الطباشيري-الباليوجيني (الحادثة التي شهدت انقراض الديناصورات الغير طيرية) وتحولت الثدييات من بعض الأحجام الصغيرة والأشكال العامة التي بدأت تتطور إلى معظم الأصناف الحديثة التي نراها اليوم. وسيتطور بعضها خلال هذه الفترة إلى أشكال كبيرة تهيمن على اليابسة، في حين أن بعضها الآخر سيصبح قادرا على العيش في البيئات البحرية وجزء منها يحلق بالجو، وسيبقى الجزء الأكبر منها متخصصاً في البيئات الأرضية. فأما تلك الأصناف التي لزمت المحيطات، أصبحت حيتان حديثة، في حين أن تلك التي أخذت إلى الأشجار سبيلاً لعيشها، أصبح جزء منها رئيسيات وهي المجموعة التي ينتمي إليها البشر. بالنسبة للطيور، التي كانت مستقرة بحلول نهاية العصر الطباشيري شهدت أيضا تكيفاً تشعبيا، لتستولي على السماء التي تركتها لهم التيروصورات المنقرضة.

### الكائنات الأرضية
ورثت الثدييات الأرض من عالم الديناصورات، وشهدت إشعاع كبير. وقد تكون المنافسة والافتراس من قبل الديناصورات هي التي منعت الثدييات من التوسع التطوري الهائل خلال حقبة الحياة الوسطى.
كانت معظم الثدييات خلال العصر الباليوسيني السفلي مخلوقات صغيرة تشبه القوارض الحديثة، ولم يكن هناك حيوان ثديي أكبر من الكلب. من مجموعات حيوانات الباليوسيني الباقية من العصر الطباشيري (عديدة الدرنات، جرابيات الأبسوم، الحافريات البدائية الشبيهة بالراكون، وعدد من الثدييات الحشرية). ظهرت أيضا الرئيسيات الأولى، وفي منتصف الباليوسيني ظهرت أسلاف الحيوانات الآكلة للحوم الحديثة. بحلول نهاية الباليوسيني، تطورت أول أفراد فصيلة الخيول (حجمه مقارب من الكلب صغير) وكانت هناك ثدييات عاشبة بحجم البقرة.

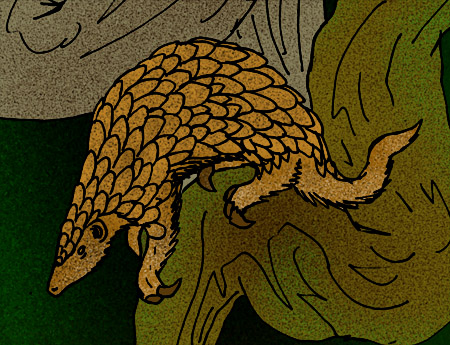
آكل النمل الفجري [الإنجليزية] (البنغوليات من االإيوسيني)
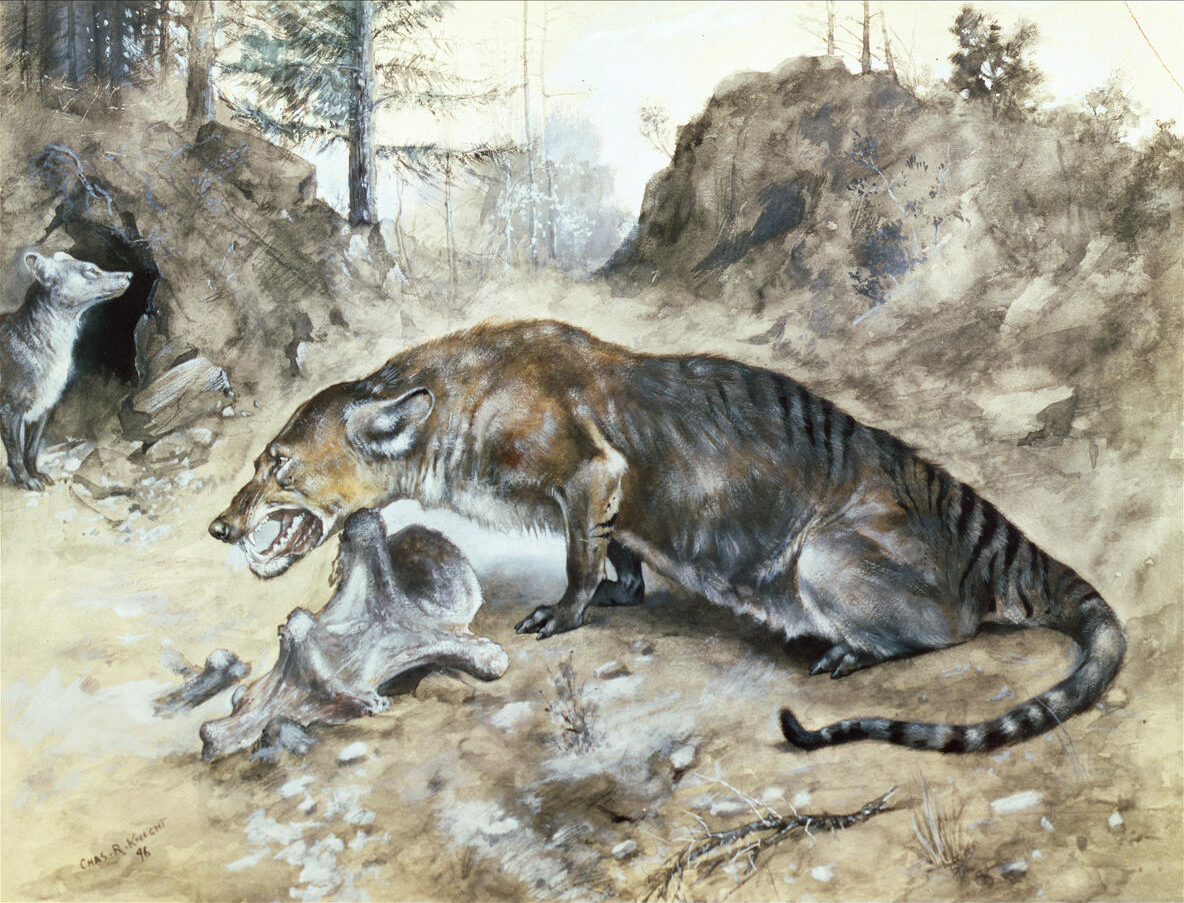
ميزنيق (ميزنيقيات من االإيوسيني)
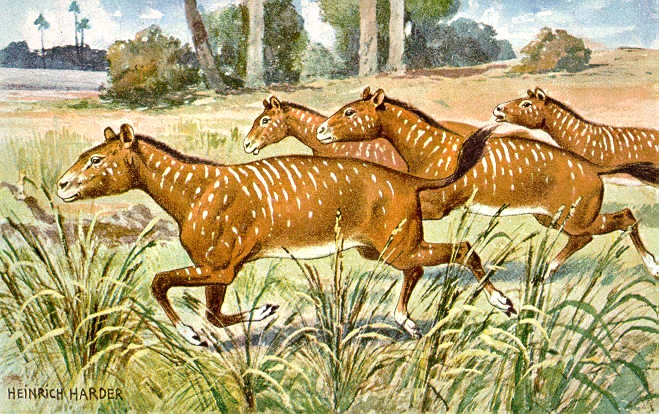
ميسوهيبوس (مزدوجات الأصابع من الأوليغوسيني)
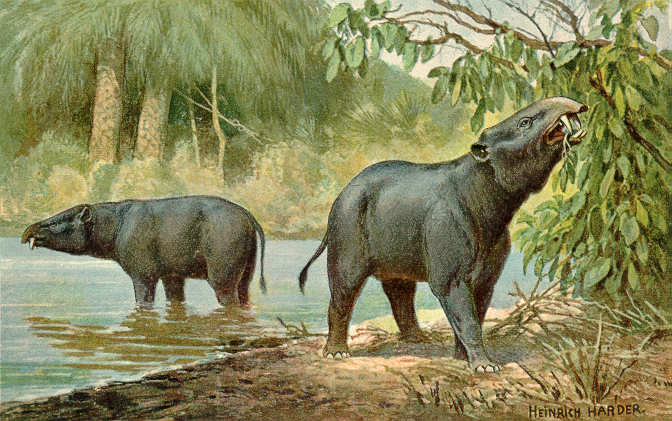
موريثيريوم (خرطوميات من االإيوسيني)

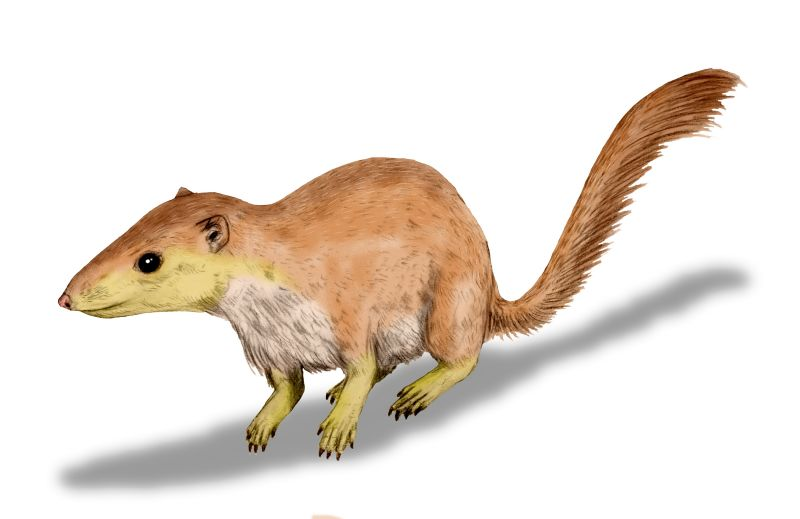
بورغاتوريوس (مزدوجات الأصابع من الباليوسيني)
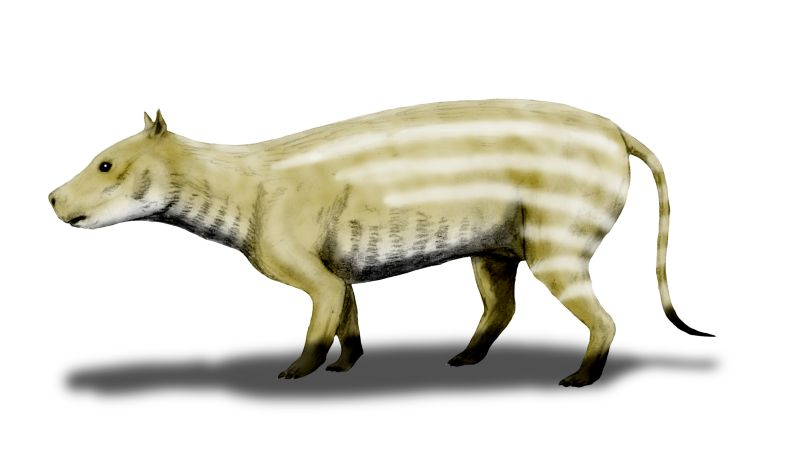
ميريكودودون [الإنجليزية] (مزدوجات الأصابع من الأوليغوسيني)
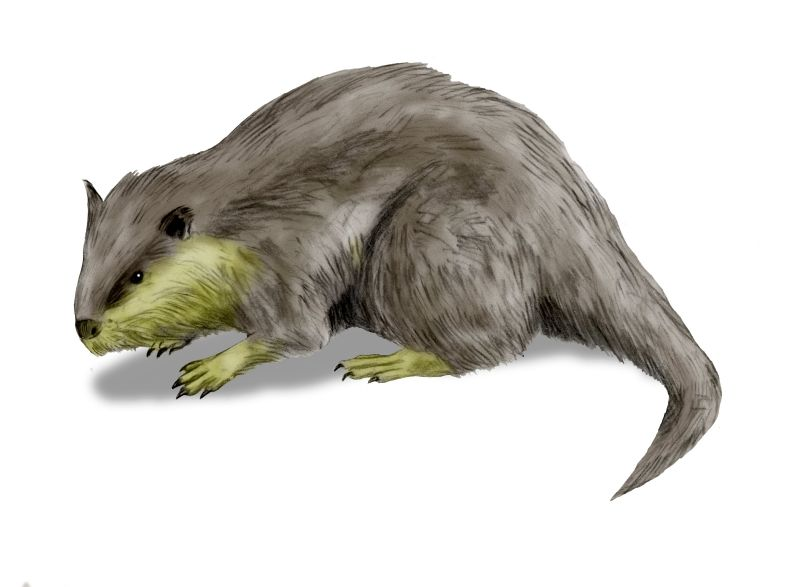
قندس قديم [الإنجليزية] (قوارض من الأوليغوسيني)

تميزت فترة الإيوسيني بالزيادة المستمرة في تنوع الثدييات. وتضاعفت أعداد الفصائل (تقريبا 100)، ومشابهة جدا للموجودة في الزمن الحالي. وبدأت أصناف جديدة من العواشب الحديثة بالظهور:
- الحافريات المفردات الأصابع: الخيل والتابير والكركدنيات
- الحافريات المزدوجات الأصابع: الظبي والغنم والوعل والخنزير والبيسون والجمل وأقاربه.

ظهرت كذالك خلال الإيوسيني السفلي الفيليات. ويعتبر حيوان الموريثيريوم أقدم جنس معروف في السجل الأحفوري لهذه الرتبة، يبلغ طوله حوالي 3 أمتار، وله أنياب بدائية وجذع قصير. واستمرت القوارض التي نشأت في الباليوسيني في التنوع، وكان نجاحها على حساب عديدات الدرنات القديمة (تأكل نفس نوع الطعام) التي انقرضت في الأوليغوسيني. وأول الحيوانات المفترسة التي تتغذى على الثدييات العاشبة كانت مجموعات ذات أصل تطوري في الباليوسيني، مثل الميزنيقيات شبيهة الضباع.

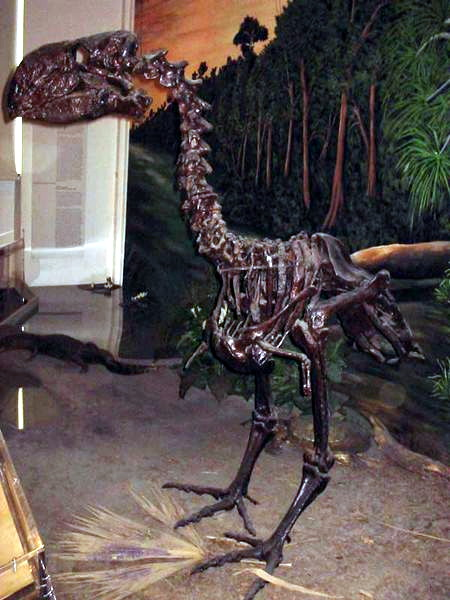
هيكل عظمي أحفوري لطائر الغاستورنيس.

كانت بداية الباليوسيني وقت تكاثرت فيه الطيور العملاقة. واختفت الديناصورات والثدييات ما زالت صغيرة الحجم. واحدها يدعى غاستورنيس، وهو طائر ضخم لا يطير وكان يعيش خلال أواخر الباليوسيني والإيوسيني في أوروبا وأمريكا الشمالية. وهو يشبه الدجاجة له منقار ضخم ويصل طوله إلى 2 متر، يعتقد أنها من المفترسات التي تهاجم فريستها بمنقارها، لأنه قوي جدا ويمتلك القوة الكافية لكسر العظام، إلى جانب ذلك فهو حاد جدا يمكنها استخدامه لتقطيع لحم الضحية، نهاية أرجلها يوجد مخالب تستخدمها لشل حركة الفريسة، أجنحتها ضئيلة، لكن أرجلها طويلة وقوية. يعتقد أنها سريعة العدو بالرغم من أن العلماء لا يمكنهم التأكد من ذلك.
في جنوب أمريكا، كانت الحيوانات المفترسة الرئيسية هي طيور الرعب (الفورسراسيدات)، وهي فصيلة من الطيور الكبيرة التي لا تطير، عاشت خلال عصري الباليوجيني والنيوجيني قبل 62-2 مليون سنة. كان موطنها في أمريكا الجنوبية، واتجهت إلى أمريكا الشمالية عندما تشكل برزخ بنما. وكانت من المفترسات الفائقة في وقتها يصل طولها من 0.6 إلى 3 أمتار وأجنحتها صغيرة كالأذرع تساعدها في إسقاط الفريسة المتحركة. يعتقد أنها عاشت في سهول كبيرة، مما يساعدها باستغلال سرعتها بالجري. وإلى جانب ذلك، لم تكن بحاجة إلى الاختباء لأنها كانت من الحيوانات المفترسة الفائقة في عصرها وليس لديها أعداء طبيعيين.
كان سجل طيور الإيوسيني محدود؛ ويبدو أنها لم تكن متنوعة بعد، وأن اقتصرت على المناطق الساحلية. وبدأت الطيور في التنوع مرة أخرى خلال هذا الوقت، واحتلت مثاوي بيئية جديدة. وكانت قد ظهرت معظم أنواع الطيور الحديثة في منتصف حقبة الحياة الحديثة، ومن تلك الطيور: الكركيات، والصقور، والبجع، ومالك الحزين، والبوم، والبط، والحمام، والغواص ونقار الخشب.
وكانت الزواحف والبرمائيات نادرة نوعا ما. أول سجل أحفوري لفصيلة الضفادع الحقيقية، كانت الضفادع الحالية من الإيوسيني، بالرغم من أن السجل الأحفوري لهذه المجموعة من الحيوانات الهشة ليس جيدا في العادة ولا يُعرف على وجه الدقة متى نشأت الضفادع ووصلت إلى التنوع الكبير. واستمرت الثدييات خلال الأوليغوسيني بالتطور.

### الكائنات البحرية

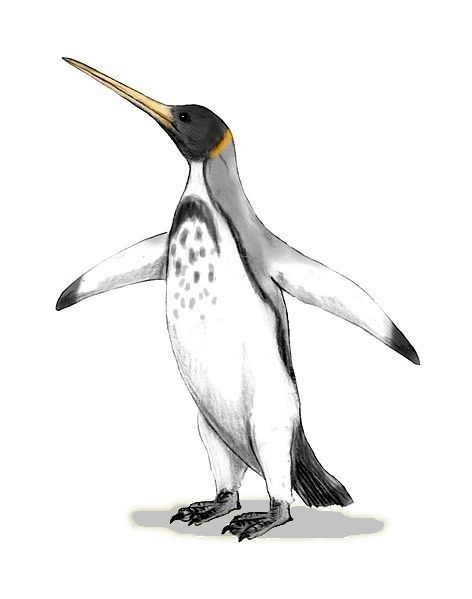
غطاس إيكا سالسي، وهو بطريق عملاق من من فترة الأيوسين العلوي في بيرو.

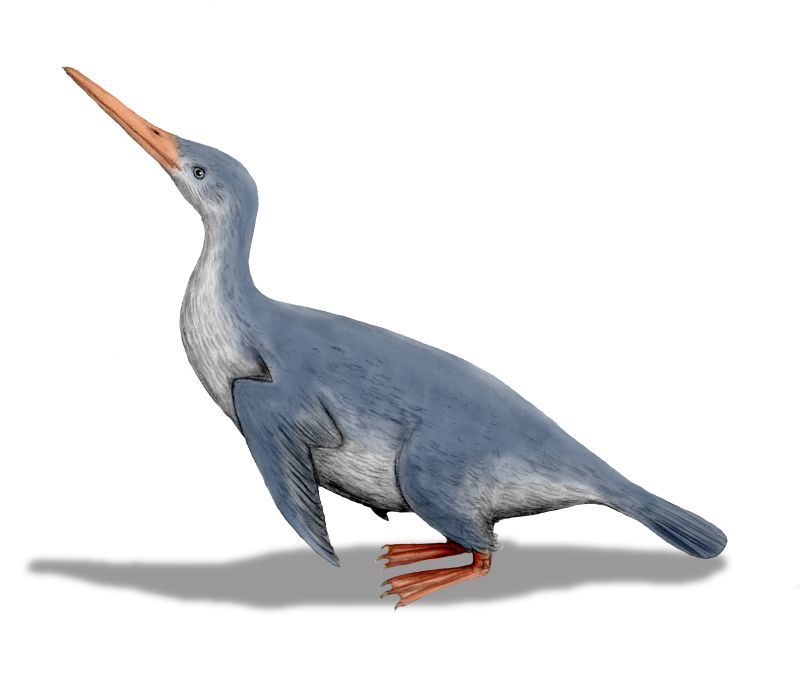
وايمانو (بطريق من الباليوسيني)

معظم نظم البيئية الحالية للمحيطات أصبحت مأهولة بمجموعات من الحيوانات، والنباتات والكائنات الأحادية الخلية التي نجت من انقراض الطباشيري-الباليوجيني وتوسعت خلال حقبة الحياة الحديثة. نجا من الانقراض كل من المنخربات القاعية، وقنافذ البحر، وحزازيات الكيلوستومات [الإنجليزية] وبطنيات القدم وثنائيات الصدفة والعظميات، وصبحت بأعداد كافية لتشغل مواقع مهمة في بحار الباليوجيني. أكثر الكائنات التي استفادت من الانقراض كانت الشعاب المرجانية، لأنهم تنازلت عن دورها المهيمن لكائنات الرودست. وقد عُثر على أعداد قليلة من الشعاب المرجانية خلال العصر الباليوجيني (حيث كانت الظروف الاستوائية نادرة). وانتشرت في خلال عصر الإيوسيني حيث المناخ الأكثر دفئا.
حققت العوالق النانوية انتعاشا كبيرا خلال فترة الإيوسيني. شكلت الدياتومات والسوطيات الدوارة التي تأثرت بالأزمة قليلا الجزء الأكبر من المنتجين الأساسيين للمحيطات خلال معظم حقبة الحياة الحديثة.
انتشرت أنواع جديدة من قنافذ البحر على السواحل الرملية، وبطنيات القدم وثنائيات الصدفة عاشت في مناطق المعرضة للموجات، وأصبح لديها القدرة على الحفر بسرعة عبر الرواسب لدفن نفسها. على الرغم من أن الحياة في المحيطات تشبه ماهي عليه خلال العصر الطباشيري إلا أن طرق جديدة للحياة تظهر. كانت حيتان البالينات من أكثر كائنات المحيط تميزا، فقد تطورت خلال فترة الإيوسيني من أسلاف أفراس النهر الحالية وسرعان ما حققت تفوقا بين حيوانات المحيط المفترسة الكبيرة. ومن الكائنات الجديدة في شواطئ المحيطات طيور البطريق، وهي مجموعة من طيور السباحة التي تعودي إلى فترة الإيوسيني. يعتقد أن زعنفيات الأقدام (الفظ والفقميات وأسود البحر) قد تطورت قبل بدء العصر النيوجيني.

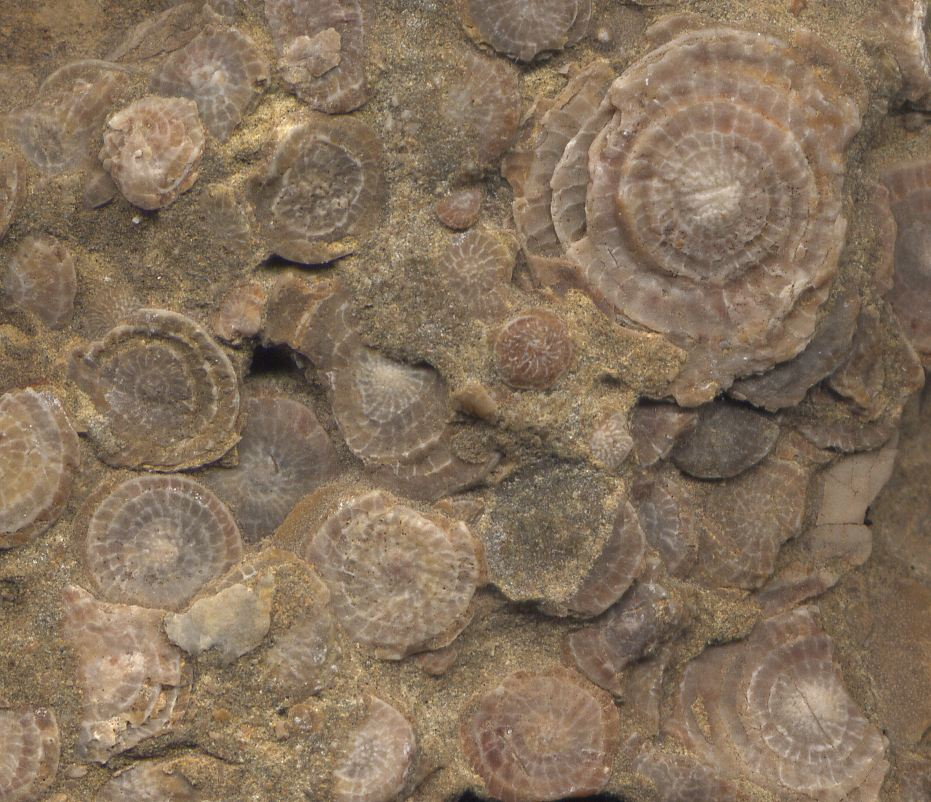
نيموليت (منخربات من الإيوسيني)
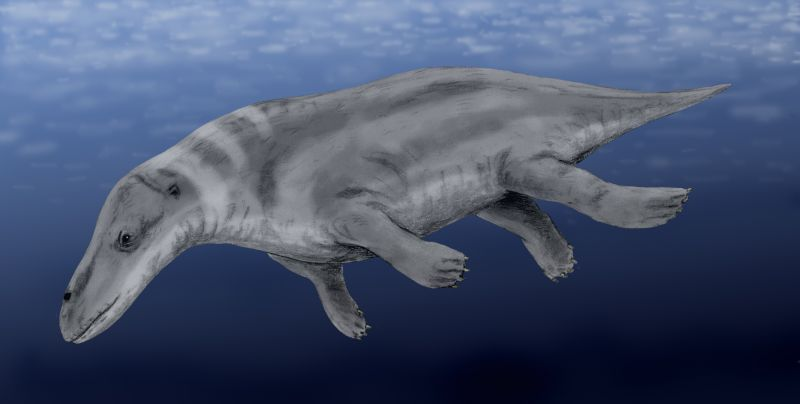
رودهوكيتوس (حيتان أولية من الإيوسيني)
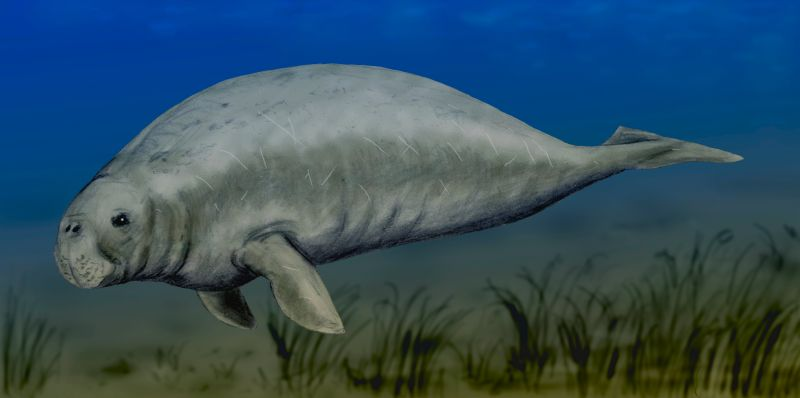
هاليثرم [الإنجليزية] (أطومات من الأوليغوسيني)
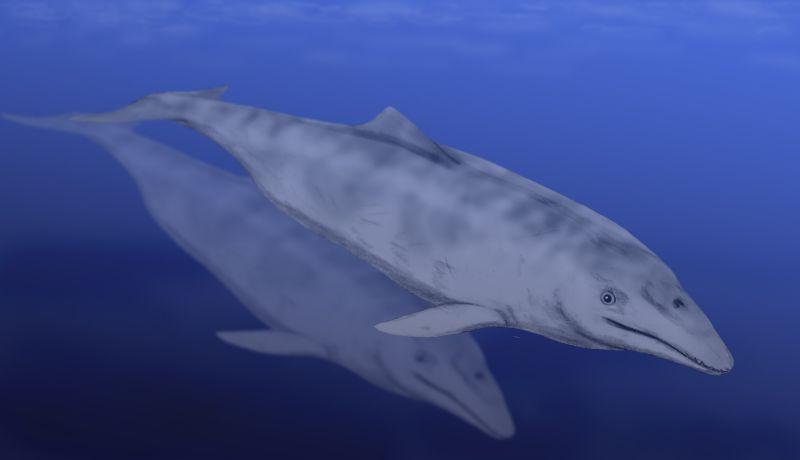
حوت أصلي [الإنجليزية] (حيتان أصلية [الإنجليزية] من الأوليغوسيني)
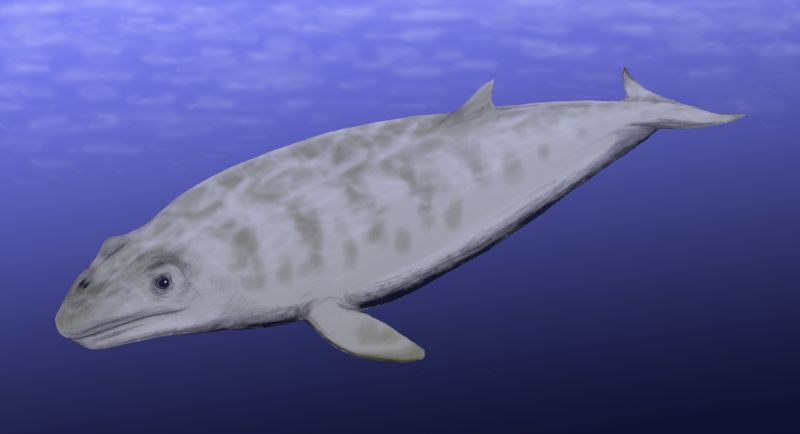
حوت جانجوك (حيتان جانجوك [الإنجليزية] من الأوليغوسيني)

- وايمانو [الإنجليزية]
(بطريق من الباليوسيني)

## انقراض الإيوسيني-الأوليغوسيني

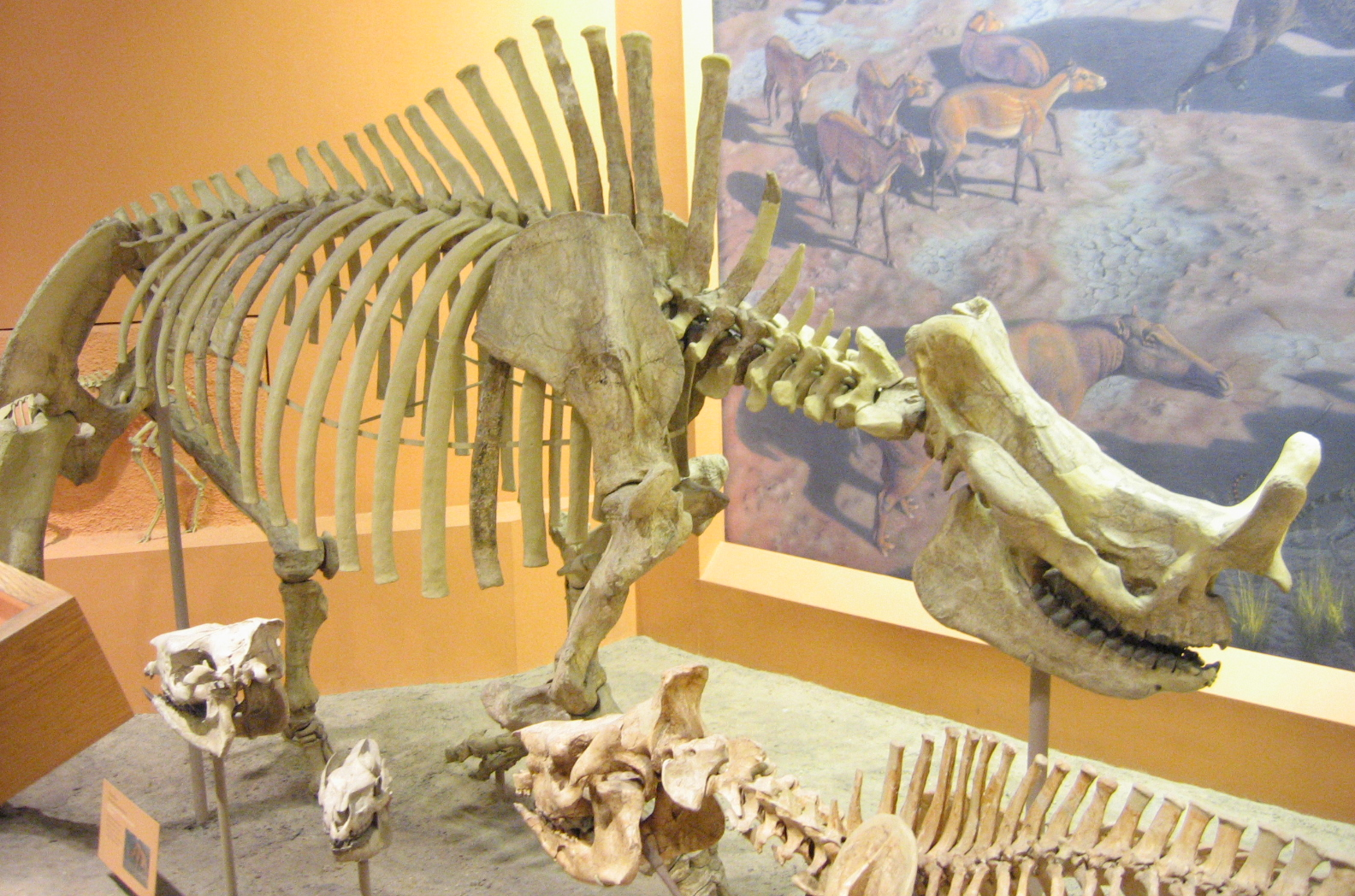
هيكل عظمي للميجاسيروبس (مفردات الأصابع).

خلال عصر الإيوسيني العلوي حدث انقراض كبير تأثرت به اليابسة والبحار. خلال هذه الفترة، قُضي على العديد من الأجناس والأنواع، على الرغم من اختفاء الأعداد القليلة من الأجناس المتفوقة. ولم يكن حدثا واحدا، لكنها عدة نبضات من الانقراض، وعلى ما يبدو أنها بسبب التقلبات المناخية. وكانت النتيجة الإجمالية انخفاض في التنوع وتغير في تكوين الحيوانات. ومن بين اللافقاريات، كانت الكائنات الشائكة التي تتكيف مع الظروف الدافئة هي الأكثر تأثراً بالانقراض. ويشير هذا النمط إلى أن سبب الانقراض هو برودة المناخ الذي حدث خلال هذه الفترة.
سجلت أحافير الثديية في غرب أمريكا الشمالية تقارير عن فترتين من الانقراض خلال فترة الأزمة العامة في المحيطات. يبدو أن انقراض الثدييات تزامن مع النبضة الرابعة والخامسة من انقراض عوالق المنخربات في المحيط. حدث أول انقراض للثدييات في نهاية العصر الإيوسيني وأبيد العديد من الأنواع وقليل من الأجناس. وكانت الثانية خلال الأوليغوسيني لكنها أقل حدة، لكنه انقرض الميجاسيروبس الضخم.